# Houlletia conspersa
Houlletia conspersa är en orkidéart som beskrevs av Pedro Ortiz Valdivieso. Houlletia conspersa ingår i släktet Houlletia och familjen orkidéer.
Artens utbredningsområde är Colombia. Inga underarter finns listade i Catalogue of Life.